# Polvo Eres
Polvo Eres es el tercer y último álbum de estudio del grupo colombiano de rock alternativo La Derecha. Se lanzó en 2011, un año después del regreso del grupo después de 13 años separados.
Contiene cuatro nuevas composiciones de Mario Duarte, así como una nueva versión de su tema solista «Cinco pistolas» y cinco versiones de otros artistas que son: «La falla de San Andrés» de Kevin Johansen, «Emociones (Emoçoes)» de Roberto Carlos, «Ruido» de Joaquín Sabina, «Simulación» de Rafael Manjarrez y «Tania» de Joe Arroyo.
El sonido del disco se caracteriza por dejar de lado las raíces punk del grupo, enfocándose en un nuevo estilo que fusiona rock, pop, funk y blues, 
La canción «Emociones» cuenta con la colaboración de John Pri, vocalista del grupo musical samario Systema Solar.
| N.º | Título                     | Duración |  |
| 1.  | «Las doce»                 | 3:22     |  |
| 2.  | «Cinco pistolas»           | 3:05     |  |
| 3.  | «La falla»                 | 3:27     |  |
| 4.  | «Emociones» (con John Pri) | 3:48     |  |
| 5.  | «Ruido»                    | 5:30     |  |
| 6.  | «Simulación»               | 4:33     |  |
| 7.  | «Dinero»                   | 3:12     |  |
| 8.  | «Tania»                    | 2:59     |  |
| 9.  | «Siempre buscando»         | 5:28     |  |
| 10. | «El puñal»                 | 4:24     |  |